# Amt Mayen

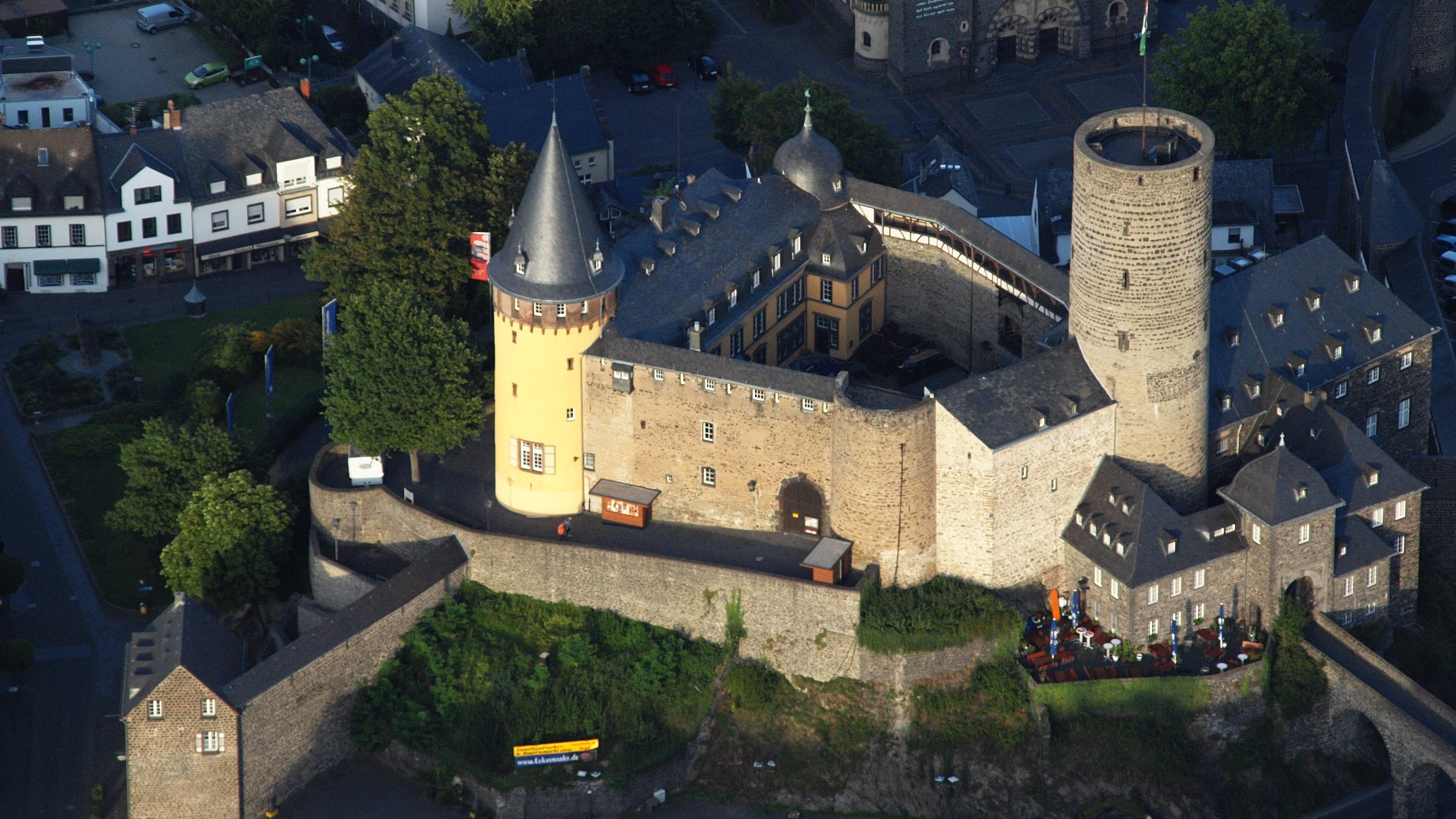
Genovevaburg, der Amtssitz

Das Amt Mayen war ein vom 13. Jahrhundert bis 1794 bestehender Verwaltungs- und Gerichtsbezirk im Kurfürstentum Trier mit Sitz in Mayen. Ab Mitte des 16. Jahrhunderts war das Amt Mayen dem Oberamt Mayen nachgeordnet.

## Geschichte
Zur Sicherung der kurtrierischen Macht wurde 1280 mit dem Bau der Genovevaburg begonnen. Die Burg war zunächst Sitz der kurtrierschen Burggrafen und dann der Amtmänner.
Erzbischof Johann VI. (1556–1567) ordnete am 26. November 1556 mit Zustimmung der Landstände in Koblenz eine vierjährige Landsteuer an. Je 1000 Gulden Vermögen betrug die Steuer 3,5 Gulden. Am 20. Juli 1563 forderte er Berichte aller Ämter an, die über die Orte und die dortigen Steuerzahler Auskunft geben sollte. Im Amt Mayen gab es danach 655 Untertanen in folgenden Orten:
| Ortschaft          | Untertanen     | Trierer Untertanen | Fremde Leibeigene |
| Kleine Pellenz     | Kleine Pellenz | Kleine Pellenz     | Kleine Pellenz    |
| ------------------ | -------------- | ------------------ | ----------------- |
| Kehrig             | 25             | 17                 | 8                 |
| Allenz             | 17             | 15                 | 2                 |
| Berresheim         | 6              | 5                  | 1                 |
| Hof Spurzenheim    | 1              | 0                  | 0                 |
| Kirchspiel Masburg |                |                    |                   |
| Masburg            | 35             | 26                 | 9                 |
| Müllenbach         | 23             | 17                 | 6                 |
| Laubach            | 15             | 13                 | 2                 |
| Hauroth            | 12             | 9                  | 3                 |
| Bermel             | 13             | 13                 | 0                 |
| Große Pellenz      |                |                    |                   |
| Nickenich          | 94             | 32                 | ca. 63            |
| Niedermendig       | 58             | 42                 | 16                |
| Thür               | 44             | 30                 | 14                |
| Wassenach          | 37             | 20                 | 17                |
| Welling            | 41             | 25                 | 16                |
| Kottenheim         | 72             | 53                 | 19                |
| Plaid              | 48             | 2                  | 46                |
| Trimbs             | 20             | 15                 | 5                 |
| Eich               | 25             | 8                  | 23/25             |
| Kretz              | 11             | 0                  | 10/11             |
| Bell               | 25             | 13                 | 12                |
| Hausen-Betzing     | 10             | 7                  | 3                 |
| Ettringen          | 24             | 9                  | 15                |

Ab Mitte des 16. Jahrhunderts war das Amt Mayen dem Oberamt Mayen nachgeordnet und dessen zentraler Teil.
Im Ersten Koalitionskrieg wurde 1794 das Linke Rheinufer französisch besetzt und später annektiert. Entsprechend der französischen Verwaltungsorganisation wurde nun ein Kanton Mayen eingerichtet.

## Liste der Amtmänner
- Ritter Wilhelm von Eltz (1304)
- Johann von Eltz
- Ritter Dietherich von Rheinberg (1340, Er war Nachfolger von Johann von Eltz und vier Jahre im Amt)
- Johann von Eltz (1345)
- Heinrich Mühl von der Neuerburg, Burggraf und Amtmann (1349)
- Gerlach, Herr zu Isenburg (1351)
- Ritter Konrad von Schöneck, Burggraf und Amtmann (1354)
- Ritter Peter von Eich (1373)
- Johann vom Hayne (1384)[2]
- Ludwig von Hammerstein (1409)
- Eberhard von der Arken (1437)
- Otte Walpode von Bassenheim (1446)
- Kuno von Schöneck und Olbrück (1463)
- Georg von der Leyen (1466)
- Wilhelm von Polch (1482)
- Reinhart vom Burgtor (in Koblenz) (1492)
- Gerlach Husmann von Namedy (1507)
- Dietherich von Monreal (1510)
- Adolf von Breitbach (1519)
- Junker Wilhelm, Herr zu Eltz (1541)
- Junker Bernhard Clauer (1566)
- Anton von Monreal, Amtmann und Hofmarschall zu Mayen (1598)
- Hans Dietherich von Metternich (1599)
- Anna Witib von Metternich, geborene Freiin von Daun (1608)
- Ritter Wilhelm von Metternich, Amtmann von Mayen und Kaisersesch (1612)
- Lothar von Metternich, kurfürstlich trierischer Landmarschall (1640)
- Anton Obrist von und Herr zu Eltz, kurfürstlich trierischer Erbmarschall (1643–1669)
- Johann Jakob, Herr von und zu Eltz, Pfandherr zu Kempenich, kurfürstlich trierischer Erbmarschall, Amtmann von Mayen, Monreal und Kaisersesch (1670–1699)
- Anton Ernst, Herr von und zu Eltz (1700–1734)
- Anselm Karl Kasimir Franz Graf zu Eltz (1736–1759)
- Hugo Philipp Karl Graf zu Eltz, Oberamtmann zu Mayen (1759–1794)[3]